# Endecous cavernicola
Endecous cavernicola är en insektsart som beskrevs av Costa Lima 1940. Endecous cavernicola ingår i släktet Endecous och familjen syrsor. Inga underarter finns listade i Catalogue of Life.